# Ian Wright (roddare)
Ian Wright, född den 9 december 1961 i Whanganui, är en nyzeeländsk roddare.
Han tog OS-brons i fyra med styrman i samband med de olympiska roddtävlingarna 1988 i Seoul.